# Proeme plagiata
Proeme plagiata är en skalbaggsart som först beskrevs av Jean Baptiste Lucien Buquet 1860.  Proeme plagiata ingår i släktet Proeme och familjen långhorningar.
Artens utbredningsområde är Paraguay. Inga underarter finns listade i Catalogue of Life.